# المسلة البيضاء

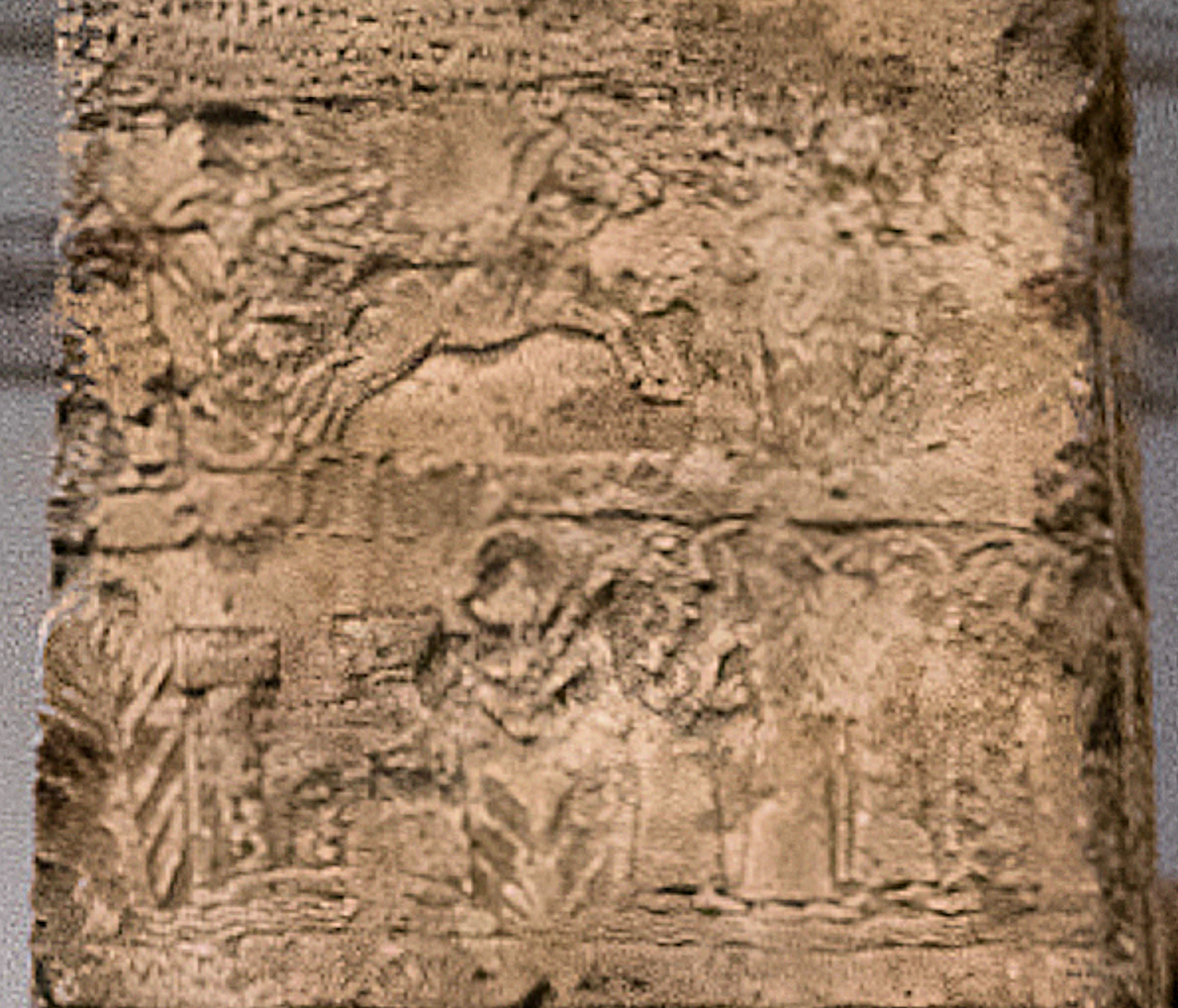
تفاصيل مشاهد المعركة.

المسلة البيضاء (بالإنجليزية: White Obelisk)‏ أو مسلة آشور ناصربال الأول هي عامود حجري منحوت من الحجر الجيري، ترجع إلى الدولة الاشورية القديمة بين عامي 1050-1031 قبل الميلاد وجدت في نينوى في شمال العراق اكتشفت من قبل العالم هرمز رسام في عام 1853 وهي إحدى مسلتين سالمتين أشورتين قد عثر عليهم ويعرضان الآن في المتحف البريطاني.

## اكتشاف المسلة
تم أكتشاف المسلة في نينوى في شمال العراق من قبل هرمز رسام في شهر تموز عام 1853م حسب تقرير المنقب ووجدت على بعد 60 متر من قصر سنحاريب على عمق 5 أمتار تحت سطح إحدى الربوات ووصلت في شباط عام 1855 إلى العاصمة البريطانية عن طريق بومباي.

## وصف المسلة
المسلة البيضاء للملك أشورناصربال ألاول هو عمود صخري كبير رباعي الأوجه مبني من حجر الجير يبلغ ارتفاعها 284سم والعرض 48 سم مع نقوش محفورة على جميع الأوجه للمسلة إضافة إلى نقوش في الأعلى، تظهر النقوش الحملات العسكرية والأنشطة الترفيه بضمنها الصيد للملك الأشوري المعروف اشورناصربال الأول واشورناصربال الثاني . ويعتقد ان المسلة يعود تأريخها إلى القرن الثالث عشر قبل الميلاد بحسب الملابس وأشكالها إضافة إلى القبعات التي يرتديها الخدم التي تشبه الطربوش التي عرفت في عهد الملك اشورناصربال ألاول.

## النقوش والكتابات
أن الجزء المحفوظ من النقوش في القمة تصف الملك الاشوري على أنه فاتح عظيم ياخذ الغنائم والأسرى و قطعان الحيوانات إلى أشور. على كل وجه من جهات المسلة الأربعة يوجد ثماني لوحات من النقوش المحفورة لصور مختلفة تتضمن البعثات العسكرية للملك، أستلام الملك للجزية والمآدب العظيمة وأصتياد الحيوانات بالإضافة إلى مجموعة من المشاهد الدينيية مصحوبة بكتابات يصور فيه الملك يقوم بالطقوس الدينية أمام الاله عشتار المسؤولة عن نينوى.